# نیکلاس بلویتو
نیکلاس بلویتو (انگلیسی: Nicolas Belvito؛ زادهٔ ۱۸ دسامبر ۱۹۸۶) بازیکن فوتبال اهل فرانسه است.
از باشگاه‌هایی که در آن بازی کرده‌است می‌توان به باشگاه فوتبال ستاره سرخ، باشگاه فوتبال دیژون، و باشگاه فوتبال استراسبورگ اشاره کرد.